# Constitución de Guatemala
La Constitución Política de la República de Guatemala es la ley suprema de la República de Guatemala, en la cual se rige todo el Estado y sus demás leyes y recoge los derechos fundamentales de su población. Fue creada el 31 de mayo de 1985 por la Asamblea Nacional Constituyente de ese año, convocada por el entonces Jefe de Estado de facto, general Óscar Humberto Mejía Víctores, tras las elecciones a la Asamblea Nacional Constituyente celebradas el 1 de julio de 1984. Dicha Carta Magna se hizo efectiva el 14 de enero de 1986.
Fue suspendida el 25 de mayo de 1993 por el entonces presidente Jorge Serrano Elías; reinstaurada el 5 de junio de 1993 acto seguido del derrocamiento del presidente; enmendada en noviembre de 1993. 
El presidente y vicepresidente son elegidos directamente por medio de sufragio universal y están limitados a un período. Un vicepresidente puede ser candidato a presidente después de 4 años fuera del cargo, toda vez no haya ejercido el cargo de presidente por un tiempo mayor a un año. Los magistrados de la Corte Suprema de Justicia son elegidos por el Congreso de la República de Guatemala de entre los integrantes de una lista enviada por los decanos de las Facultades de derecho de la Universidades Privadas del país y la Universidad de San Carlos de Guatemala, la única universidad pública del país. 
Guatemala se encuentra dividida administrativamente en 22 Departamentos. La Nueva Guatemala de la Asunción, capital del país, y otras 340 municipalidades son gobernadas por alcaldes o concejos elegidos popularmente.

## Constituciones políticas anteriores
Las Constituciones que han regido en Guatemala son las siguientes:
| Constituciones que han regido en Guatemala | Constituciones que han regido en Guatemala                                                                     | Constituciones que han regido en Guatemala | Constituciones que han regido en Guatemala                                   |
| ------------------------------------------ | --- | --- | ---------------------------------------------------------------------------- |
| Fecha de vigencia                          | Constitución                                                                                                   | Gobierno | Texto en que se puede consultar                                              |
| 1808-1812                                  | Constitución de Bayona 1808                                                                                    | Capitanía General de Guatemala | Digesto Constitucional Archivado el 18 de agosto de 2016 en Wayback Machine. |
| 1812-1821                                  | Constitución de Cádiz                                                                                          | Capitanía General de Guatemala | Digesto Constitucional Archivado el 18 de agosto de 2016 en Wayback Machine. |
| 1823-1824                                  | Bases de Constitución Federal de 1823                                                                          | Estado de Guatemala tras la Independencia de Centroamérica                                                                                               | Recopilación de las leyes de Guatemala, 1821-1869                            |
| 1824-1840                                  | * Constitución de la República Federal de Centroamérica de 1824 * Constitución del Estado de Guatemala de 1825 | Estado de Guatemala tras la Independencia de Centroamérica                                                                                               | Recopilación de las leyes de Guatemala, 1821-1869                            |
| 1851-1871                                  | Acta Constitutiva de la República de Guatemala de 1851                                                         | Gobierno conservador de los 30 años dirigido por el capitán general Rafael Carrera tras la creación de la República de Guatemala el 21 de marzo de 1847. | Acta Constitutiva de la República de Guatemala                               |
| 1879-1920 1922-1944                        | Ley Constitutiva de la República de Guatemala de 1879                                                          | Gobiernos liberales desde Justo Rufino Barrios hasta Manuel Estrada Cabrera                                                                              | Ley constitutiva de la República...                                          |
| 1921                                       | Constitución de Centroamérica de 1921                                                                          | Efímero gobierno de Carlos Herrera y Luna | Digesto Constitucional Archivado el 18 de agosto de 2016 en Wayback Machine. |
| 1945-1954                                  | Constitución de Guatemala de 1945                                                                              | Gobiernos revolucionarios tras Revolución de Octubre | Digesto Constitucional Archivado el 18 de agosto de 2016 en Wayback Machine. |
| 1956-1963                                  | Constitución de Guatemala de 1956                                                                              | Gobiernos liberacionistas tras derrocamiento del gobierno de Jacobo Árbenz Guzmán                                                                        | Constitución de la República de Guatemala                                    |
| 1965-1982                                  | Constitución de Guatemala de 1965                                                                              | Gobiernos militares tras golpe de Estado contra Miguel Ydígoras Fuentes                                                                                  | Digesto Constitucional Archivado el 18 de agosto de 2016 en Wayback Machine. |
| 1985-presente                              | Constitución Política de la República de Guatemala de 1985                                                     | Gobiernos democráticos tras golpes de estado de 1982 y 1983                                                                                              | Constitución Política de la República de Guatemala                           |

## Partes de la Constitución
La Constitución Política de la República de Guatemala de 1985, jurídicamente se divide en tres partes:

### Parte  dogmática
Esta parte comienza desde el artículo 1 al artículo 139, en la cual se encuentran los derechos y libertades fundamentales del individuo.

### Parte orgánica
Esta parte comienza desde el artículo 140 al artículo 262, en la cual se establece la Organización del Estado y de los Organismos del Estado, los cuales son:
- Organismo Legislativo (artículo 157 al artículo 181);
- Organismo Ejecutivo (artículo 182 al artículo 202); y
- Organismo Judicial (artículo 203 al artículo 222).

Así como de las entidades autónomas y descentralizadas del Estado.

### Parte procesal, pragmática o práctica
En ésta se establecen las garantías y los mecanismos para hacer valer los derechos establecidos en la Constitución con el objeto de defender el orden constitucional. La encontramos contenida en los títulos VI y VII y comprende los artículos 263 al 281.

## Característica

### Preámbulo
El preámbulo de la actual Constitución Política de la República es el siguiente:

INVOCANDO EL NOMBRE DE DIOS
Nosotros, los representantes del pueblo de Guatemala, electos libre y democráticamente, reunidos en Asamblea Nacional Constituyente, con el fin de organizar jurídica y políticamente al Estado; afirmando la primacía de la persona humana como sujeto y fin del orden social; reconociendo a la familia como génesis primario y fundamental de los valores espirituales y morales de la sociedad y, al Estado, como responsable de la promoción del bien común, de la consolidación del régimen de legalidad, seguridad, justicia, igualdad, libertad y paz; inspirados en los ideales de nuestros antepasados y recogiendo nuestras tradiciones y herencia cultural; decididos a impulsar la plena vigencia de los Derechos Humanos dentro de un orden institucional estable, permanente y popular, donde gobernados y gobernantes procedan con absoluto apego al Derecho.

SOLEMNEMENTE DECRETAMOS,
SANCIONAMOS Y PROMULGAMOS
LA SIGUIENTE:
CONSTITUCIÓN POLÍTICA DE LA
REPÚBLICA DE GUATEMALA

### Final
El final dice lo siguiente:

DADO EN EL SALÓN DE SESIONES DE LA ASAMBLEA NACIONAL CONSTITUYENTE, EN LA CIUDAD DE GUATEMALA, A LOS TREINTA Y UN DÍAS DEL MES DE MAYO DE MIL NOVECIENTOS OCHENTA Y CINCO.
Firmas de los Diputados Constituyentes

### Tipo
La Constitución Política de la República de Guatemala es de clase mixta, ya que puede ser reformada una parte por el Congreso de la República de Guatemala y otra parte por la Asamblea Nacional Constituyente. La Constitución Política de la República de Guatemala para ser reformada se basa desde el artículo 277 al artículo 281 de la misma Ley Suprema.

## Principios constitucionales

### Principio de la supremacía de la constitución
- Artículo 44 último párrafo
- Artículo 175
- Artículo 204

### Principio de Jerarquía Normativa
- Artículo 9 de la Ley del Organismo Judicial
  - 1. Asamblea Nacional Constituyente
    - La Constitución Política de la República de Guatemala
    - La Ley de Amparo, Exhibición Personal y Constitucionalidad
    - La Ley de Orden Público
    - Ley Electoral y de Partidos Políticos
    - Ley de Emisión del Pensamiento

  - 2. Organismo Legislativo
    - Decretos del Congreso de la República de Guatemala
    - Código Civil
    - Código Penal
    - Código Procesal Civil y Mercantil
    - Código Procesal Penal
    - Código de Trabajo
    - Código de Comercio de Guatemala
    - Código Municipal

  - 3. Leyes Ordinarias y Reglamentarias
    - Acuerdos Gubernativos creados por el presidente de la República de Guatemala, Instituciones Autónomas y Descentralizadas

  - 4. Individualizadas
    - Son las Resoluciones, Contratos o Sentencias que afectan a una persona o un grupo de personas determinadas

## Iniciativa de ley
El artículo 174 de la Constitución explica que para la formación de las leyes tienen iniciativa, las siguientes instituciones: 
- El Congreso de la República de Guatemala.
- El Organismo Ejecutivo.
- La Corte Suprema de Justicia.
- La Universidad de San Carlos de Guatemala.
- El Tribunal Supremo Electoral.

## Órganos autónomos regulados en la constitución
- Escuela Nacional Central de Agricultura (artículo 79)
- Universidad de San Carlos de Guatemala (artículo 82)
- Confederación Deportiva Autónoma de Guatemala y Comité Olímpico Guatemalteco (artículo 92)
- Instituto Guatemalteco de Seguridad Social (artículo 100)
- Junta Monetaria (arts. 132-133)
- Municipios (artículo 253)

## Clases de derechos humanos
- 1. Derechos de la Primera Generación
  - Individuales (Civiles): Arts. 3-46.
  - Cívicos y Políticos: Arts. 135-139
- 2. Derechos de la Segunda Generación
  - Sociales y Culturales: Arts. 47-134.
- 3. Derechos de la Tercera Generación
  - Derechos de Medio Ambiente: Art.97
  - Derechos de Información: Art. 44.
  - Tratados Internacionales: Art.46

## Reformas a la constitución
Tiene iniciativa para proponer reformas a la Constitución:
- a) El Presidente de la República en Consejo de Ministros;
- b) Diez o más diputados al Congreso de la República;
- c) La Corte de Constitucionalidad; y
- d) El pueblo mediante petición dirigida al Congreso de la República, por no menos de cinco mil ciudadanos debidamente empadronados por el Registro de Ciudadanos.

En cualquiera de los casos anteriores, el Congreso de la República debe ocuparse sin demora alguna del asunto planteado.

## Reformas

### Aprobadas
Las únicas reformas que han entrado en vigencia han sido las de 1993, que se dieron a raíz del Autogolpe de Estado en Guatemala de 1993 y la posterior restauración de la constitución, como consecuencia de la crisis política surgida se reformaron 37 artículos, entre los que se incluyeron un incremento en el número de Magistrados de la Corte Suprema de Justicia de 9 a 13. La disminución de los períodos de cargo para presidente, vicepresidente, y diputados del Congreso de la República de 5 a 4 años; para los magistrados de la Corte Suprema de Justicia de 6 a 5 años, y se incrementaron los períodos de los alcaldes y concejos ciudadanos de 2.5 a 4 años. Estas reformas fueron aprobadas en por la población en el Referéndum constitucional de 1994 con el 67,78% de los votantes.

### Propuestas
En 1998 hubo una propuesta para modificar nuevamente la constitución a raíz de los Acuerdos de Paz y el compromiso del Estado, esta reforma incluía el cambio en 42 artículos y proponía la definición del país como pluricultural, multiétnica y multilingüe, el reconocimiento de los idiomas indígenas de Guatemala como oficiales, cambios en la elección de diputados del Congreso de la República y de los distritos electorales, funciones del presidente y vicepresidente, reforma del Organismo Judicial, a las Fuerzas Armadas, incorporación de la Policía Nacional Civil. Esta propuesta fue aprobada por el Congreso bajo el Acuerdo Legislativo 41-98 y sometidas a votación por la población en el Referéndum constitucional de 1999 siendo rechazadas las 4 preguntas realizadas: Definición de la nación y derechos sociales con el 48,9%, congreso con 51,7%, poder ejecutivo con 51,7%, poder judicial con 49,2%.